# Strada statale 19 bis delle Calabrie
La  strada statale 19 bis delle Calabrie (SS 19 bis) è un'ex strada statale italiana, ora riclassificata in strada provinciale 166 della Marina di Catanzaro (SP 166).

## Storia
In seguito al decreto legislativo n. 112 del 1998, dal 2002 l'arteria è stata declassata assumendo la denominazione di strada provinciale 166; le competenze sono state devolute alla Provincia di Catanzaro.

## Percorso
Il tracciato è lungo 5,400 km e si snoda nel comune di Catanzaro collegando la strada statale 19 quater delle Calabrie con la strada statale 106 Jonica.